# Санто Стефано ди Рољано
Санто Стефано ди Рољано (итал. Santo Stefano di Rogliano) је насеље у Италији у округу Козенца, региону Калабрија.
Према процени из 2011. у насељу је живело 1041 становника. Насеље се налази на надморској висини од 628 м.

## Становништво
Према резултатима пописа становништва 2011. у општини је живело 1.640 становника.
| 1931. | 1936. | 1951. | 1961. | 1971. | 1981. | 1991. | 2001. | 2011. |
| ----- | ----- | ----- | ----- | ----- | ----- | ----- | ----- | ----- |
| 1.116 | 1.260 | 1.393 | 1.059 | 889   | 936   | 1.294 | 1.412 | 1.640 |

## Партнерски градови
- Fragneto Monforte